# Liliane Funcken
Pour les articles homonymes, voir Funcken.
Liliane Schorils épouse Funcken, née le 17 juillet 1927 à Soignies (province de Hainaut) et morte le 26 septembre 2015 à Bruxelles (région de Bruxelles-Capitale), est une autrice de bande dessinée et illustratrice belge.

## Biographie
Liliane Schorils nait le 17 juillet 1927 à Soignies.
Elle collabore dans les années 1950 au journal de Spirou, pour lequel elle écrit le scénario de la série Les Belles Histoires de l'Oncle Paul et publie également dans Bonnes Soirées par le truchement de la World Press de Georges Troisfontaines. À partir de 1953, elle travaille en collaboration étroite avec son époux Fred Funcken (1921-2013), également dessinateur et scénariste, avec lequel elle forme un couple indissociable. Il dessine, elle se charge de l'encrage, du lettrage et des couleurs. Puis Raymond Leblanc, lui fait signer un contrat au Lombard et elle publie dans journal de Tintin. Le couple crée ensemble de nombreuses séries à thème historique, dessinées dans un style réaliste puis, dans les années 1960, ils entreprennent tous deux la publication d'une série d'ouvrages consacrés à l'uniformologie. Elle écrit également pour d'autres périodiques, comme l'homologue féminin de Tintin, Line.
En outre, elle participe à divers albums collectifs dont Il était une fois... Les Belges (Le Lombard, 1980), 35 ans du journal Tintin - 35 ans d'humour (Le Lombard, 1981), Les Amis de Buddy Longway (Le Lombard, 1983), L'Agenda du journal Tintin 1985 (Le Lombard, 1984), L'Aventure du journal Tintin - 40 ans de bande dessinée (Le Lombard, 1986) et La B.D. chante Brel - Ces gens-là + J'arrive (Brain Factory, 1988).
Elle meurt le 26 septembre 2015 à Bruxelles,, à l'âge de 88 ans.

## Œuvres

### Bandes dessinées

#### Séries
- Les Belles Histoires de l'oncle Paul (10 histoires)

- Capitan
- Doc Silver

##### SérieNapoléon
- 1. Waterloo, Mémoire d'Europe, juillet 1993
Scénario, dessin et couleurs : Liliane et Fred Funcken -  (ISBN 2-84077-004-0)
- 2. Waterloo, Mémoire d'Europe, novembre 1994
Scénario, dessin et couleurs : Liliane et Fred Funcken -  (ISBN 2-84150-003-9)
- Int. Napoléon[14], Le Lombard, Bruxelles, 28 mai 2015
Scénario, dessin et couleurs : Liliane et Fred Funcken -  (ISBN 978-2-8036-3539-9)

#### One shots
- Le Croissant et la croix - Les Croisades des Saint-Preux, Le Lombard, coll. « Histoires de l'histoire », Bruxelles, septembre 1985
Scénario : Yves Duval - Dessin et couleurs : Liliane et Fred Funcken -  (ISBN 2-8036-0500-7)
- Flamberge au vent[17], Hibou, Bruxelles, novembre 2008
Scénario : Yves Duval - Dessin : Liliane et Fred Funcken - Couleurs : Noir et blanc -  (ISBN 2-87453-024-7),Format à l'italienne, tirage limité à 1000 ex..

### Collectifs
- Il était une fois... Les Belges[18], Le Lombard, Bruxelles, 1980
Scénario et couleurs : collectif - Dessin : collectif dont Liliane Funcken
- 35 ans du journal Tintin - 35 ans d'humour[19], Le Lombard, Bruxelles, septembre 1981
Scénario et couleurs : collectif - Dessin : collectif dont Liliane FunckenPréface de Raymond Leblanc.
- Les Amis de Buddy Longway[20], Le Lombard, coll. « Phylactère », Bruxelles, avril 1983
Scénario et couleurs : collectif - Dessin : collectif dont Liliane Funcken -  (ISBN 2-8036-0042-0)
- L'Agenda du journal Tintin 1985, Le Lombard, Bruxelles, septembre 1984
Scénario et couleurs : collectif - Dessin : collectif dont Liliane Funcken -  (ISBN 2-8036-0472-8)
- L'Aventure du journal Tintin - 40 ans de bande dessinée[21], Le Lombard, Bruxelles, novembre 1986
Scénario et couleurs : collectif - Dessin : collectif dont L. et F. Funcken -  (ISBN 2-8036-0574-0)
- INT2. La B.D. chante Brel - Ces gens-là + J'arrive, Brain Factory, septembre 1988
Scénario : collectif - Dessin : collectif dont Liliane et Fred Funcken - Couleurs : quadrichromie -  (ISBN 1-870858-06-9) — Contribution : Les Singes (4 planches).

### Uniformologie
Série Le costume et les armes
- Le costume et les armes des soldats de tous les temps
  - Tome 1 : Des Pharaons à Louis XV
  - Tome 2 : De Frédéric II à nos jours

- L'uniforme et les armes des soldats du premier Empire
  - Tome 1 : Des régiments de ligne français aux troupes britanniques, prussiennes et espagnoles.
  - Tome 2 : De la garde impériale aux troupes alliées, suédoises, autrichiennes et russes.

- L'Uniforme et les armes des soldats de la guerre 1914-1918'
  - Tome 1 : Infanterie-Blindés-Aviation
  - Tome 2 : Cavalerie-Artillerie-Génie-Marine

- L'Uniforme et les Armes des soldats de la guerre 1939-1945
  - Tome 1 : France, Allemagne, Autriche, U.R.S.S., Tchécoslovaquie, Pologne, Belgique, 1933-1941 Infanterie-Cavalerie-blindés-Aviation
  - Tome 2 : Grande-Bretagne, Allemagne, France, Italie, Finlande, Norvège, Croatie, Slovaquie Bohème-Moravie, légions russes, 1939-1943. Infanterie - Cavalerie - Blindés - Aviation - Marine
  - Tome 3 : États-Unis, Japon, Chine - Évolution des grandes armées 1943-1945. France libre, Milice, volontaires en Grande-Bretagne, Pays-Bas, états balkaniques et danubiens. Parachutistes, commandos, artillerie, engins balistiques, sous-marins.

- L'uniforme et les armes des soldats de la guerre en dentelle
  - Tome 1 : France: maison du Roi et infanterie sous Louis XV et Louis XVI, Grande-Bretagne et Prusse: infanterie (1700 à 1800).
  - Tome 2 : 1700-1800 - France, Grande-Bretagne et Prusse: Cavalerie et artillerie. Autres pays : Infanterie, cavalerie, artillerie

- Le Costume, l'armure et les armes au temps de la chevalerie
  - Tome 1 : Du huitième au quinzième siècle
  - Tome 2 : Le siècle de la renaissance

- L'Uniforme et les armes des soldats des États-Unis : Les guerres d'indépendance, de sécession, du Mexique, L'épopée du Far west.
  - Tome 1 : L'infanterie et la marine, Casterman, 1979  (ISBN 2203143215)
  - Tome 2 : La cavalerie et l'artillerie
  - t. 1 : Uniformes et armes. Soldats des États-Unis[22], Écaussinnes, Éditions Hibou, 2014  (ISBN 9782874530494),Réédition de l'ouvrage paru aux éditions Casterman en 1979, inclus texte introductif et 8 pages de BD inédites.
  - t. 2 : Uniformes et armes. Soldats des États-Unis, Écaussinnes, Hibou, 2017  (ISBN 9782874530784)
- L'Uniforme et les armes des soldats du XIXe siècle
  - Tome 1 : 1814-1850 : France, Grande-Bretagne, Allemagne. L'infanterie, la cavalerie, le génie et l'artillerie.
  - Tome 2 : 1850-1900 : France, Grande-Bretagne, Allemagne, Autriche, Russie. L'infanterie, la cavalerie, le génie et l'artillerie.

- Les Soldats de la Révolution française, Casterman, coll. « Uniformes et armes », 1988  (ISBN 2203165030),Réédition[23] 2024, Éditions Hibou, 8 pages inédites : L'Histoire du Monde paru dans Tintin courant des années 1960, texte de J. Schoonjans.  (ISBN 2874530972).

### Illustrations
- Mission dans l'Arctique, Douglas Castle (texte), roman, Casterman, coll. « Le Rameau vert », Tournai, 1959
- Rencontre à Lisbonne, Douglas Castle (texte), roman, Casterman, coll. « Le Rameau vert », Tournai, 1960 (OCLC 1400333682)
- Le Secret de l'oiseau de feu, César Santelli (texte), roman, Casterman, coll. « Le Rameau vert », Tournai, 1960 (OCLC 460279227)
- Le Mystère de Trestrignel, Serge Vaculik (texte), roman, Casterman, coll. « Le Rameau vert », Tournai, 1960 (OCLC 1400315913)
- La Peur, Anton Tchekhov (texte), roman, Casterman, coll. « Mistral », Tournai, 1961 (OCLC 1400264195)
- L'Homme à la Jaguar rouge, Henry Treece (texte), roman, Casterman, coll. « Relais - Espionnage/Police », Tournai, 1962 (OCLC 1400724983)
- Chasse infernale, Michel Croix (texte), roman, Casterman, coll. « Relais - Espionnage/Police », Tournai, 1963 (OCLC 1400849104)
- Le Chat et le serpent, Hoole Jackson (texte), roman, Casterman, coll. « Relais - Histoire », Tournai, 1963 (OCLC 1400336561)
- Les Pirates de la liberté, Henri Vignes (texte), roman, Casterman, coll. « Relais - Histoire », Tournai, 1964 (OCLC 1400870723)

### Collections publiques
21 œuvres de cette artiste sont conservées au Centre belge de la bande dessinée et font partie du patrimoine mobilier de la région Bruxelles-Capitale.

## Prix et récompenses
- 1988 :  prix Crayon d'Or de Bruxelles[25], décerné par la CANAB (Cercle des amis du neuvième art de Bruxelles).

#### Livres
: document utilisé comme source pour la rédaction de cet article.
- Jean-Louis Lechat, Un demi-siècle d’aventures t. 2 : 1970 - 1996, Bruxelles, Le Lombard, 5 décembre 1996, 224 p., ill. ; 31 cm (ISBN 280361233X, OCLC 37995939, BNF 37539082, présentation en ligne), p. 66, 110, 166.
- Hugues Dayez, Le duel Tintin - Spirou, Bruxelles, Tournesol Conseils SPRL - Éditions Luc Pire, 1997, 255 p. (ISBN 2-930088-49-4, présentation en ligne).
- Jean Pirotte (dir.) et Luc Courtois, Du régional à l'universel. : L'imaginaire wallon dans la bande dessinée., Louvain-la-Neuve, Fondation wallonne Pierre-Marie et Jean-François Humblet, 1999, 310 p. (ISBN 978-2-9600072-3-7 et 2960007239, OCLC 1075833932), p. 225 lire sur Google Livres
- Patrick Gaumer, « Funcken, Liliane », dans Dictionnaire mondial de la BD, Paris, Larousse, 2010, 953 p., ill. ; 27 cm (ISBN 978-2-0358-4331-9 et 2-0358-4331-6, OCLC 920924930, présentation en ligne), p. 348. .

#### Périodiques
- « Reward : Liliane et Fred Funcken », Tintin, Le Lombard, no 12,‎ 22 mars 1977
- « Les grands illustrateurs », Rêve-en-Bulles, A.D.A.C.B.D., no 5,‎ mai 1993.
- « Les Funcken - Série culte », dBD, no 45,‎ 1er juillet 2010, p. 84
- Patrick Weber, « Phylacthèrothèque - Les Funcken : Liliane et Fred Funcken, une injustice du neuvième art ! », dBD, no 66,‎ septembre 2012, p. 90-91.

#### Articles
- (en) Bas Schuddeboom et Kjell Knudde, « Fred et Liliane Funcken (5 October 1921 - 16 May 2013 & 17 July 1927 - 26 September 2015, Belgium) », sur Comiclopedia, 5 avril 2025 (consulté le 4 mai 2025).